# Krkavčí skály (Ralská pahorkatina)
Krkavčí skály (472 m n. m.), nebo též Krkavčí návrší (v horolezeckém slangu známé jako Vajoletky) u Křižan, jsou pískovcové skály a skalní věže v okrese Liberec v Libereckém kraji. Leží asi 0,5 km severně od obce Křižany, na stejnojmenném katastrálním území.

## Popis vrchu
Návrší tvoří výrazný nesouměrný strukturní hřbet směru SV–JZ, tvořený středoturonskými až svrchnoturonskými křemennými pískovci (místy železitými) s neovulkanickou žílou.
Skály leží v jihozápadní části hřbetu. Jsou to asymetrické vrcholové skály (10–20 metrů vysoké) tvaru úzkých zdí, věží a sloupů. Na příkrých a vysokých jihovýchodních svazích jsou pískovcové stěny a balvanové haldy. Návrší je zalesněno převážně borovými porosty s příměsí břízy. Povrch je porušen četnými opuštěnými kamenolomy.

## Geomorfologické zařazení
Návrší náleží do celku Ralská pahorkatina, podcelku Zákupská pahorkatina, okrsku Podještědská pahorkatina, podokrsku Rynoltická pahorkatina a Janovické části.

## Původ názvu a historie
Přezdívka Vajoletky odkazuje na skupinu deseti skalních věží v Dolomitech, byť v Křižanech jsou skalní věže jen dvě.Tyto věže, původně nazývané Východní a Západní, byly později přejmenovány na Velkou a Malou věž a další dva skalní bloky byly označeny jako Vyhlídka a Mezivěž.
Vajoletky u Křižan zlezli poprvé sašští horolezci Hans-Joachim Scholze a F.Siegmund.v roce 1893. V letech 1904 - 1907 Krkavčí skály často navštěvovali další němečtí horolezci v čele s Rudolfem Kauschkou, kteří zde vyzkoušeli a popsali řadu lezeckých cest. První českou cestu vylezl Oldřich Kopal až v roce 1953.

## Přístup
Skalní zeď je rozdělena na dvě věže a několik dalších bloků. Skály jsou přístupné po zelené turistické značce a je od nich pěkný výhled do okolí. Krkavčí skály jsou však především oblíbeným horolezeckým terénem. Cesty z náhorní strany jsou kratší a lehčí, cesty z údolí jsou delší a těžší. Lezecké cesty jsou v rozmezí stupňů obtížnosti od II do VIII a dvě náročné cesty obtížnosti IX. Celkem je v oblasti Krkavčích skal popsáno 40 lezeckých cest, z toho 20, včetně těch nejtěžších, na Malé věži.